# La Chasse au renard (film, 1921)
Pour plus de détails, voir Fiche technique et Distribution.
La Chasse au renard (Among Those Present) est un film américain muet de comédie réalisé par Fred C. Newmeyer, sorti en 1921.

## Synopsis
Madame O'Brien a hâte d'être acceptée dans la haute société et elle organise une chasse au renard dans le cadre de ses plans. En revanche, son mari et sa fille se désintéressent complètement de ses projets.
Plus tard, O'Brien souhaite inviter Lord Abernathy à la chasse et elle le mentionne à l'organisateur de la société qui la conseille sur la façon de préparer sa chasse. Or, ce dernier ne fait simplement que l'utiliser simplement que pour propres fins. Lorsque Lord Abernathy n'est plus disponible pour participer, ils convainquent en dernière minute un jeune homme ambitieux de se faire passer pour lui afin qu'ils puissent poursuivre leur plan.

## Fiche technique
- Titre original : Among Those Present
- Titre français : La Chasse au renard
- Réalisation : Fred C. Newmeyer
- Scénario : Hal Roach, Sam Taylor (scénario)
- Photographie : Walter Lundin
- Montage : Thomas J. Crizer
- Producteur : Hal Roach
- Société de production : Hal Roach Studios
- Société de distribution : Pathé Exchange
- Pays d’origine : États-Unis
- Langue : intertitres en anglais
- Format : Noir et blanc - 35 mm - 1,37:1  -  Muet
- Genre : comédie
- Longueur : trois bobines
- Date de sortie : 
  - États-Unis : 29 mai 1921
  - France : 27 octobre 1922[1]

## Distribution
Source principale de la distribution :
- Harold Lloyd : O'Reilly, le jeune homme
- Mildred Davis : Miss O'Brien, la jeune fille
- James T. Kelley : Mr. O'Brien, le père
- Aggie Herring : Mrs. O'Brien, la mère
- Vera White :
- William Gillespie :

Et parmi la distribution non créditée :
- Harry Davenport :
- Lyle Tayo :
- Noah Young :